# Amherst Center (Massachusetts)
Vista de Amherst Center
Localização de Massachusetts nos E.U.A.
Amherst Center é um lugar designado pelo censo localizado no condado de Hampshire no estado estadounidense de Massachusetts. No Censo de 2020 tinha uma população de 12.681 habitantes e uma densidade populacional de 990,7 pessoas por km².

## Geografia
Amherst Center encontra-se localizado nas coordenadas 42° 22′ 31″ N, 72° 31′ 04″ O. Segundo o Departamento do Censo dos Estados Unidos, Amherst Center tem uma superfície total de 12.85 km², da qual 12.8 km² correspondem a terra firme e (0.4%) 0.05 km² é água.

## Demografia
Segundo o censo de 2010, tinha 19.065 pessoas residindo em Amherst Center. A densidade de população era de 1.483,78 hab./km². Dos 19.065 habitantes, Amherst Center estava composto por 78.95% brancos, 5.54% eram afroamericanos, 0.2% eram amerindios, 9.53% eram asiáticos, 0.01% eram islenhos do Pacífico, 1.93% eram de outras raças e 3.84% pertenciam a dois ou mais raças. Do total da população 6.55% eram hispanos ou latinos de qualquer raça.